# Margret Diwell
Margret Diwell (* 28. März 1951 in Hamburg) ist eine deutsche Rechtsanwältin. Von 2007 bis 2012 war sie Präsidentin des Verfassungsgerichtshofes des Landes Berlin.

## Vita
Nach einem Jurastudium absolvierte sie ihr Referendariat in Baden-Württemberg. Von 1978 bis 1986 war sie als Regierungsrätin bei der Oberfinanzdirektion Berlin angestellt. 1987 erhielt sie die Rechtsanwaltszulassung, 1992 die Zulassung beim Berliner Kammergericht.
Von 1995 bis 2004 war sie ehrenamtliches Mitglied des Anwaltsgerichts Berlin. 1998 qualifizierte sie sich zur Fachanwältin für Familienrecht.
Von 2004 bis April 2007 war sie Vizepräsidentin des Berliner Verfassungsgerichtshofs. Am 26. April 2007 wurde sie auf Vorschlag der SPD vom Berliner Abgeordnetenhaus als Nachfolgerin von Helge Sodan zur neuen Präsidentin gewählt. Für die Wahl wurde eigens das entsprechende Wahlgesetz geändert, das es zuvor nicht zugelassen hatte, ein amtierendes Mitglied des Gerichtshofes zum Präsidenten zu wählen. 32 Abgeordnete stimmten für, acht gegen Diwell, vier enthielten sich. Ihre Amtszeit betrug vier Jahre, endete aber erst nach fünf Jahren im März 2012. Eine Wiederwahl war nicht möglich. Diwell war die erste Frau an der Spitze des Berliner Verfassungsgerichtshofs.
Sie arbeitet als Fachanwältin für Familienrecht in Berlin.
Margret Diwell ist mit Lutz Diwell verheiratet und hat drei Kinder.

## Ämter und Mitgliedschaften
- 2001 bis 2005: Präsidentin des Deutschen Juristinnenbundes, dazu viele Jahre im Vorstand des Vereins[1]
- Seit Oktober 2012: Vizepräsidentin und Landesjustitiarin des Vereins Berliner Rotes Kreuz e.V., Landesverband Berlin des DRK[6]
- Wintersemester 2012, 2013 und 2014: Lehrbeauftragte der Humboldt-Universität zu Berlin, Juristische Fakultät
- Seit April 2013: Mitglied des Ethikrats der Systemischen Gesellschaft e.V.[7]
- Mitglied der SPD
- Mitglied in der European Lawyers Association (Europäischer Juristinnenverband)
- Mitglied im Deutschen Anwaltverein

## Auszeichnungen
- 2005: Verdienstkreuz am Bande des Verdienstordens der Bundesrepublik Deutschland

## Veröffentlichungen (Auswahl)
- Uta Ehinger Magdalene Bach, Margret Diwell: Kindes-, Trennungs- und Geschiedenenunterhalt. Ansprüche, Berechnung und Durchsetzung. Freiburg (Breisgau) Berlin, Haufe Verlag 1996, ISBN 9783448034172
- Die Biographie der Jubilarin auf dem Hintergrund der Geschichte der Juristinnen. In: Konstanze Görres-Ohnde, Monika Nöhre, Anne-José Paulsen (Hrsg.): Die OLG-Präsidentin. BMV Berliner Wissenschafts-Verlag, Berlin 2007, S. 25–32, ISBN 978-3-8305-1444-2

## Positionen
In einem Vortrag setzte sie sich 2011 für die Abschaffung des Ehegattensplittings zugunsten eines Familiensplittings und eine Frauenquote für die Chefetagen der Wirtschaft ein. Sie bezeichnete Jutta Limbach als ihr persönliches Vorbild.